# Marassa Jumeaux
Os Marassa Jumeaux são loás trigêmeos, cultuados no vodu haitiano. Estão ligados à infância e ingenuidade infantil, sendo costumeiramente representados pela iconografia católica das três virtudes heroicas: fé, esperança e caridade.